# Mrtvo morje (roman)
Mrtvo morje je roman Bena Zupančiča, ki je izšel leta 1956.
Dogajanje je postavljeno v čas po drugi svetovni vojni na jugoslovansko tovorno ladjo, kjer potnica Jane na krov pretihotapi nemškega padalca Hansa, da bi ga »kot skriti tovor« prepeljala v Avstralijo. Še pred prvim postankom na Cipru kapitan ladje najde slepega potnika in ga poskuša na vsakem postanku odložiti, vendar zaradi povojnega sistema vedno neuspešno. Tako Jane uspešno pripelje Hansa do svoje domovine Avstralije, vendar je tudi tamkajšnja oblast neusmiljena do nemških ujetnikov… Skozi potovanje po morju in oceanih spoznamo življenje Avstralke Jane, Nemca Hansa in jugoslovanskega kapitana, kjer jih morje, kljub različnimi pogledi na svet, zbliža.